# Kreuzhofkapelle (Regensburg)
Die denkmalgeschützte Kreuzhofkapelle ist ein romanisches Kirchengebäude am Ostrand der bayerischen Stadt Regensburg. Sie steht in der Nähe des Osthafens am Südufer der Donau.

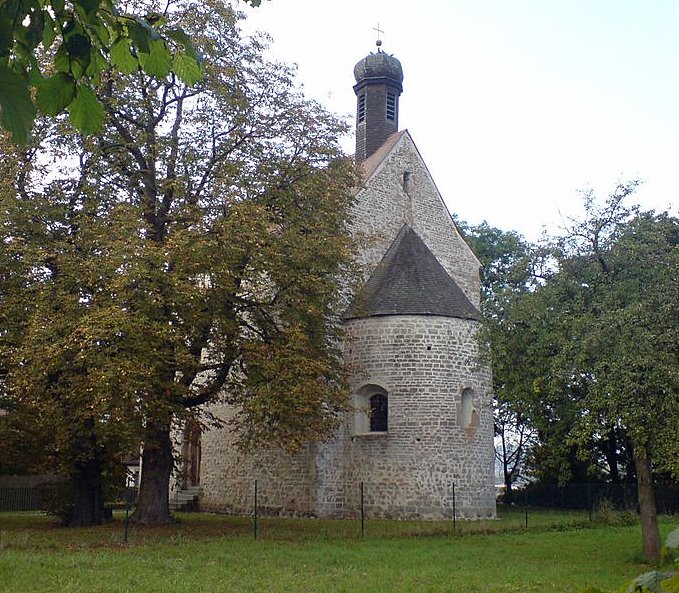
Kreuzhofkapelle an der Donau bei Barbing

## Anlage
Typologisch handelt es sich um eine romanische Landkirche mit profanem Obergeschoss, wie es sie ähnlich auch andernorts in der Oberpfalz gibt, zum Beispiel in Wilchenreuth, Schönkirch, Hof bei Oberviechtach, Schönfeld bei Wald, Harting und Obertrübenbach. Wie in Hof oder Schönfeld ist die Kirche dem Heiligen Ägidius geweiht.
Die turmlose Saalkirche ist überwiegend aus grob behauenen Kleinquadern errichtet. Das Langhaus umfasst zwei Joche mit Kreuzgratgewölben und hat einen breiten mittleren Gurtbogen über Pfeilervorlagen. Eine Westempore mit Kreuzgratgewölben springt ins Schiff vor, die Öffnungsbögen gegen das Langhaus liegen auf einem quadratischen Mittelpfeiler. Im Osten befindet sich eine wenig eingezogene, halbrunde Apsis mit Rundbogenfenstern, eingerückt hinter einem einfach gestuften Chorbogen. Der Zugang erfolgt heute ebenerdig von Süden, über ein zweifach abgestuftes Rundbogenportal mit glattem Tympanon. Die zugehörigen Kämpfer wurden zu einem unbekannten Zeitpunkt abgeschlagen. Die hochliegenden Rundbogenfenster und ein kleines Rechteckfenster in der Südwand weisen schon von außen auf hohe Gewölbejoche und ein darüber liegendes Geschoss hin. Dieses Stockwerk diente einst profanen Zwecken, vermutlich als Herbergsraum für Pilger oder Obdachlose, eventuell auch als Vorratsraum oder Rückzugsraum vor drohender Gefahr. Zugänglich war dieser Raum über eine in die Westgiebelwand eingefügte schmale Treppe, so wie sie auch in St. Kolomann in Harting und St. Ägidius in Schönfeld vorhanden ist. Der erhöhte Inneneingang unter dem Hostienstein ist vermauert. Ein äußerer Obereingang hat möglicherweise ebenfalls existiert.

## Geschichte
Bauherren der zweigeschossigen Kirche dürften die Edlen von Barbing gewesen sein, ein Ministerialengeschlecht, welches seit der Mitte des 12. Jahrhunderts nachweisbar ist. Es handelt sich beim Kreuzhofareal um einen uralten Siedlungsraum; die Spuren kontinuierlicher Besiedlung gehen bis auf das 5. Jahrtausend vor Christus zurück, zur Zeit der Karolinger und Ottonen existierte bereits eine größere Siedlung mit Friedhof.
Im Jahr 1147 sammelte der deutsche König Konrad III. auf dem Gelände am Kreuzhof ein großes Kreuzfahrerheer für den Zweiten Kreuzzug. Nur 42 Jahre später, im Jahr 1189, wiederholte sich dieses Ereignis unter Kaiser Friedrich Barbarossa.
Der Überlieferung nach soll Kaiser Friedrich Barbarossa schon zuvor den Kreuzhof aufgesucht haben, als er im September 1156 die Reichsfürsten nach Regensburg geladen hatte, um den schwelenden Streit zwischen dem Babenberger Heinrich Jasomirgott und Heinrich dem Löwen bezüglich des Herzogtums Baiern zu schlichten. Da Regensburg damals baierische Residenzstadt war, also kein neutraler Boden, wurde das Treffen aus rechtlichen Gründen zum Kreuzhof bei Barbing verlegt. Heinrich der Löwe wurde rechtmäßiger Herzog von Baiern, die baierische Ostmark wurde jedoch abgetrennt und zu einem eigenständigen Herzogtum unter Jasomirgott erhoben. Das dazugehörende Privilegium minus soll in der Kreuzhofkapelle besiegelt worden sein. Demnach kann der Kreuzhof mit seiner Kapelle, die in ihrer heutigen Form kurz zuvor errichtet worden war, als die eigentliche Geburtsstätte des souveränen Herzogtums Österreich gelten.
Der Name der Kapelle und des Hofes stammt allerdings aus späterer Zeit. Er geht auf das Dominikanerinnen-Kloster Heilig Kreuz in Regensburg zurück, welches im Jahr 1278 das Areal in Besitz nahm.
Nach wechselvoller Geschichte vom Dreißigjährigen Krieg bis zur Neuzeit wurde die Kreuzhofkapelle im Zweiten Weltkrieg Opfer eines Bombenangriffs und schwer beschädigt. Es ist dem Bezirksheimatpfleger Georg Rauchenberger und seinem Wiederaufbau zwischen 1950 und 1973 aus privaten Mitteln zu verdanken, dass das wertvolle Baudenkmal nicht verloren ging. Georg Rauchenberger wurde nach seinem Tod im Jahr 1973 im Inneren der Kapelle in einer Gruft bestattet. Eine nochmalige Instandsetzung innen und außen erfolgte in den Jahren 1987/88.

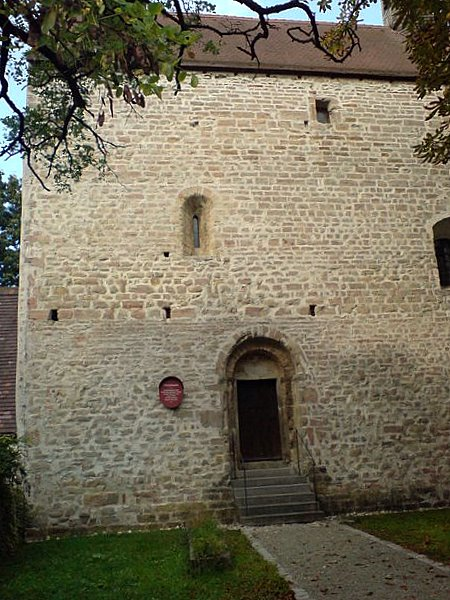
Südseite mit Portal
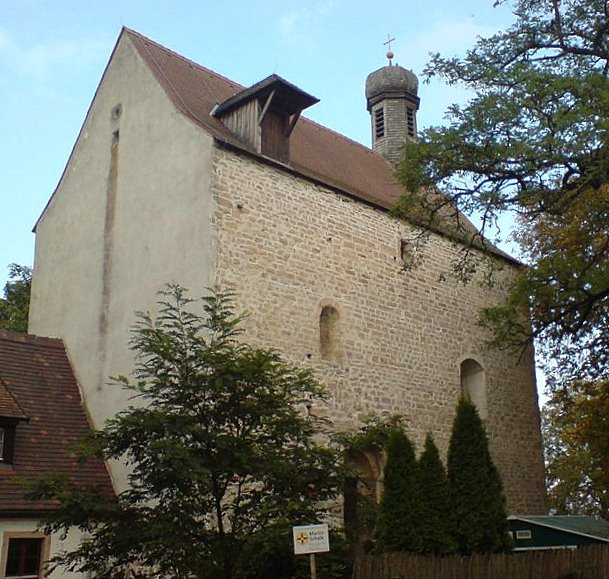
Ansicht von Südwesten
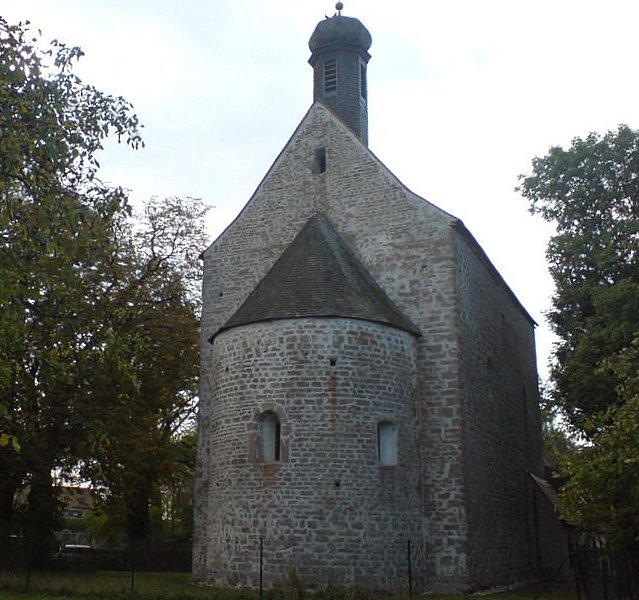
Ansicht von Osten
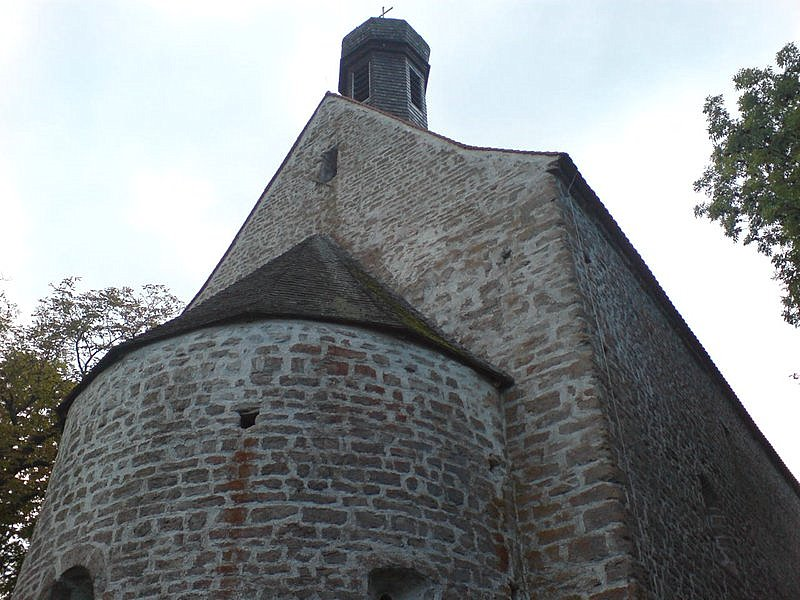
Apsis und Ostgiebel
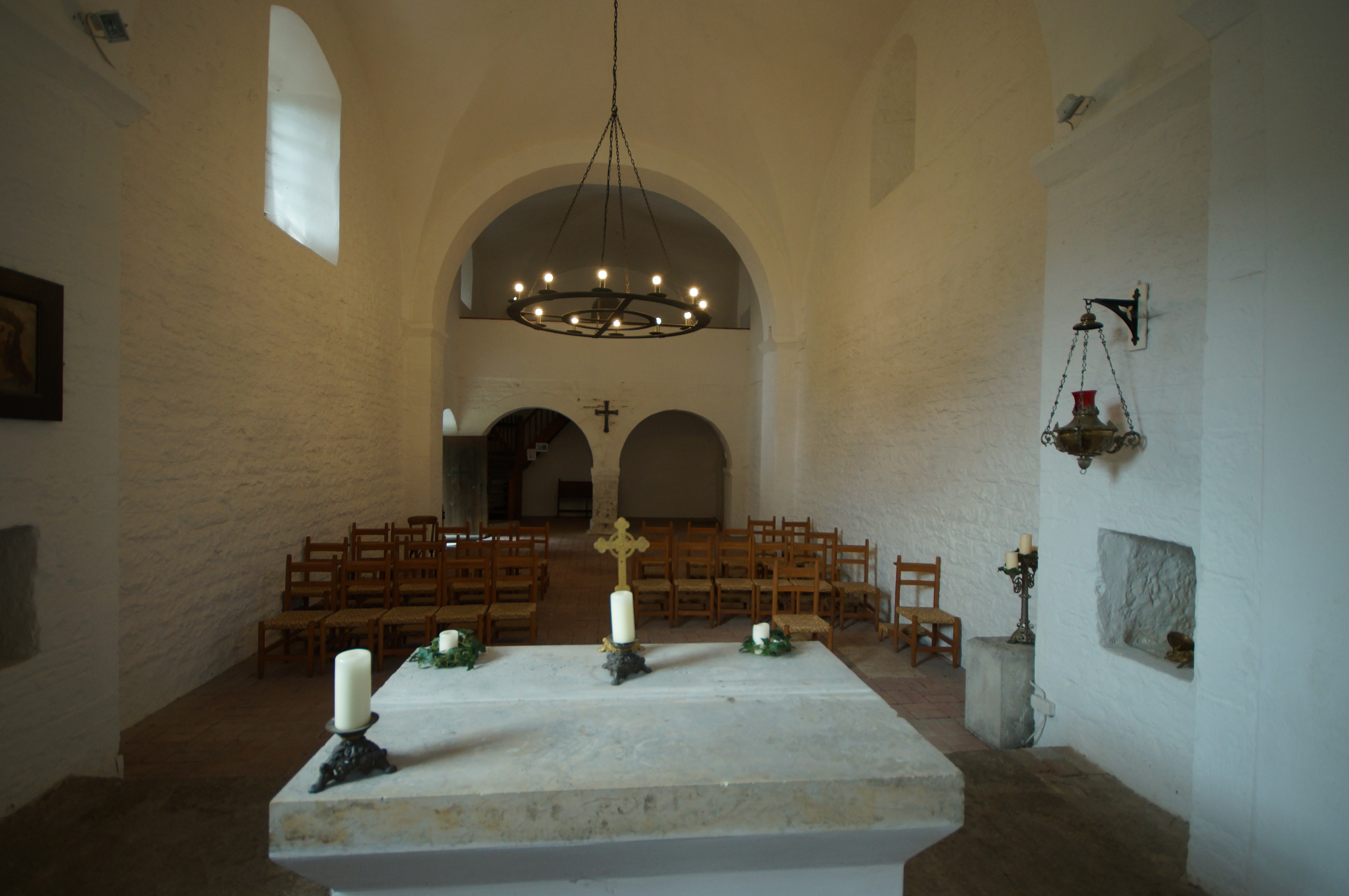
Innenraum, Blick zur Empore
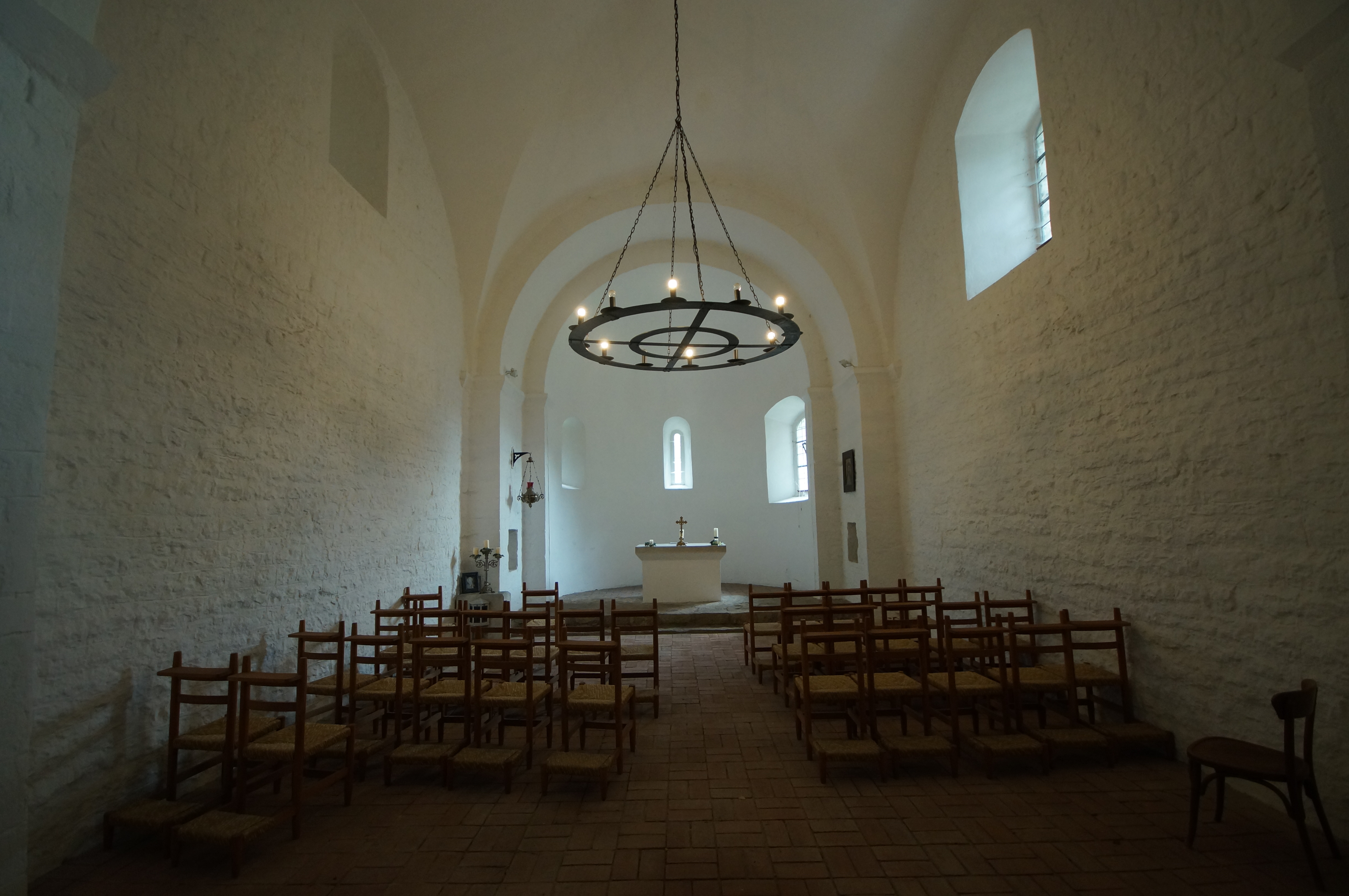
Innenraum, Blick zur Apsis